# Euston Road
Euston Road – ulica w centralnym Londynie, na terenie gminy Camden, rozdzielająca dzielnicę Bloomsbury na południu od Somers Town na północy. Ważna arteria komunikacyjna, stanowi część wewnętrznej obwodnicy Londynu (Inner Ring Road). Jej przedłużenie w kierunku zachodnim stanowi Marylebone Road, a wschodnim – Pentonville Road.
Przy ulicy znajdują się trzy spośród głównych londyńskich dworców kolejowych – Euston, King’s Cross oraz St Pancras International, a także gmach Biblioteki Brytyjskiej. Swoje siedziby przy Euston Road mają: fundacja Wellcome Trust, rada gminy Camden oraz brytyjskie towarzystwo kwakrów. Do najstarszych budowli należy kościół parafialny St Pancras New Church z 1822 roku.

## Historia
Ulica stanowi środkowy odcinek drogi zbudowanej w 1756 roku, która pozwoliła na wjazd do centralnego Londynu od strony zachodniej, omijając obszary zabudowane. Zbudowano ją przede wszystkim z myślą o poganiaczach bydła zmierzających na targ w Smithfield, którzy uprzednio pędzili zwierzęta ulicami West Endu i Holborn. Droga przebiegała przez ziemie należące do rodu Fitzroy, książąt Grafton, będących również w posiadaniu dziedzicznego tytułu hrabiego Euston – od niego pochodzi nazwa Euston Road, nadana w 1857 roku.

## W kulturze
Euston Road jest jedną z nieruchomości na standardowej, brytyjskiej planszy do gry Monopoly, w tej samej (jasnoniebieskiej) grupie co Pentonville Road oraz pub The Angel.